# Liang Sicheng

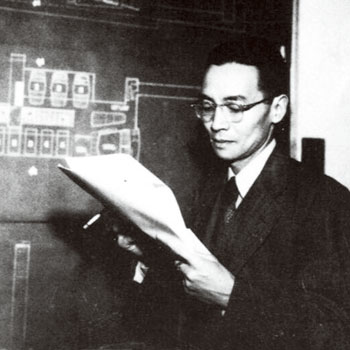
Liang na Universidade Tsinghua em 1950.

Liang Sicheng (chinês: 梁思成; pīnyīn: Liang Sicheng; Wade-Giles: Liang Ssu-ch'eng; 20 de abril de 1901 - 9 de janeiro de 1972) foi um historiador e arquiteto chinês. Filho de Liang Qichao, um conhecido pensador e jornalista de finais da Dinastia Qing, Liang Sicheng voltou para a China, depois de estudar na Universidade da Pensilvânia, Estados Unidos. Liang é autor da história moderna da China sobre a arquitetura chinesa e fundador do Departamento de Arquitetura da Universidade Nordeste, estabelecido em 1928, e da Universidade de Tsinghua, em 1946. Em Nova York, projetou a Sede da Organização das Nações Unidas. Liang, juntamente com Lin períneo (1904-1955), Mo Zongjiang (1916-1999), e Ji Yutang (1902-c. década de 1960), fez grandes descobertas sobre a terceira mais antiga estrutura arquitectónica da China, o Templo Foguang (857), realizando estudos sobre diversas construções da Dinastia Tang.